# Ким Дык Пон
Ким Дык Пон (кор. 김득봉; род. 20 января 1934, Кодже) — корейский боксёр, представитель первой полусредней весовой категории. Выступал за сборную Южной Кореи по боксу в конце 1950-х — начале 1960-х годов, победитель и бронзовый призёр Азиатских игр, участник летних Олимпийских игр в Риме. В период 1964—1967 годов боксировал также на профессиональном уровне, но без особого успеха.

## Биография
Ким Дык Пон родился 20 января 1934 года в городе Кодже провинции Кёнсан-Намдо, Корея.

### Любительская карьера
Впервые заявил о себе на международной арене в сезоне 1958 года, когда вошёл в основной состав южнокорейской национальной сборной и побывал на Азиатских играх в Токио, откуда привёз награду бронзового достоинства, выигранную в первой полусредней весовой категории. На стадии полуфиналов он доминировал в каждом раунде боя с японцем Сигэмасой Каваками, однако судьи вынесли весьма спорное решение в пользу местного боксёра. Ким и его команда были не согласны с таким решением, что привело к массовой потасовке в зале. В знак протеста корейский боксёр отказался покидать ринг и несколько часов просидел на стуле в своём углу.
Благодаря череде удачных выступлений Ким Дык Пон удостоился права защищать честь страны на летних Олимпийских играх 1960 года в Риме — в категории до 63,5 кг благополучно прошёл первых троих соперников по турнирной сетке, тогда как в четвёртом четвертьфинальном бою со счётом 2:3 потерпел поражение от ганца Клемента Кворти.
После римской Олимпиады Ким остался в главной боксёрской команде Южной Кореи и продолжил принимать участие в крупнейших международных турнирах. Так, в 1962 году он одержал победу на Азиатских играх в Джакарте, выиграв у всех оппонентов в своём весе.
Пытался пройти отбор на Олимпийские игры 1964 года в Токио, но на отборочном турнире был дисквалифицирован, не сумел уложиться в лимит первой полусредней весовой категории.

### Профессиональная карьера
Потерпев неудачу с токийской Олимпиадой, Ким покинул расположение корейской сборной и уже в августе 1964 года успешно дебютировал на профессиональном уровне. В октябре вышел на ринг против товарища по олимпийской команде и будущего чемпиона мира Ким Ги Су (12-0-1), противостояние между ними продлилось все отведённые 10 раундов, но победитель так и не был выявлен — судьи зафиксировали ничью.
В дальнейшем Ким Дык Пон выиграл один рейтинговый поединок, тогда как в трёх других его боях снова была ничья. Наконец, в январе 1966 года он отправился в Японию и встретился с будущим чемпионом мира Такэси Фудзи (13-1) — был нокаутировал японцем уже во втором раунде, потерпев тем самым первое и единственное поражение в профессиональной карьере.
Последний раз боксировал на профессиональном уровне в июне 1967 года, выиграв по очкам у малоизвестного соотечественника Син Чун Гё (13-5-1).